# Sanseverino (Adelsgeschlecht)

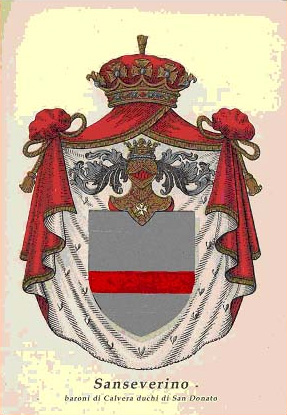
Wappen der Sanseverino

Die Sanseverino sind eine der berühmtesten Familien der süditalienischen Geschichte, das erste der sieben großen Häuser des Königreichs Neapel, mit einer Nebenlinie, die im 15. Jahrhundert auch Besitz in der Poebene hatte. Die Familie kam insgesamt auf mehr als 300 Lehen, 40 Grafschaften, 9 Markgrafschaften, 12 Herzogtümer und 10 Fürstentümer, hauptsächlich in Kalabrien, Kampanien, der Basilikata und Apulien. Zu ihren Mitgliedern zählen Kardinäle, Vizekönige, Marschälle und Generäle. Von der Familie existiert noch heute ein Zweig, der der Barone von Marcellinara. Der Titel eines Fürsten von Bisignano ging 1895 über die weibliche Linie auf die Familie Costa über.

## Familiengeschichte

Die Familie wurde von Turgisio gegründet, einem Normannen, der von den Herzögen der Normandie abstammte; von Robert Guiskard erhielt er 1061 die Grafschaft Rota (jetzt Mercato San Severino), die in einer strategisch wichtigen Lage die Verbindung zwischen dem Fürstentum Salerno und den Herzogtümern Neapel und Benevent darstellte. Nachdem die Familie ihren Sitz in der Burg Sanseverino genommen hatte, die zu ihrem neuen Besitz gehörte, nahm sie deren Namen an. Die Brüder des Turgisio begründeten die Familien Gravina und Filangeri. Aufgrund ihrer Beteiligung an Aufständen gegen die Staufer und das Haus Anjou wurde die Familie Sanseverino später fast vernichtet, schaffte es aber, wieder zur alten Macht zurückzukehren.
Im 15. Jahrhundert teilten sich die Sanseverino in zwei große Zweige auf, die Salerno und die Bisignano. Andere Zweige waren die Grafen von Lauria und Herzöge von Scalea, die Herzöge von San Donato, Grafen von Tricarico, Grafen von Caiazzo und Grafen von Colorno, Barone von Calvera, Barone von Marcellinara und viele weitere. Von dieser Familie stammt auch die Familie Sangineto ab, die früher in Neapel und Kalabrien lebte und die ihren Namen nach dem Lehen Sangineto trug.

### Ein außergewöhnlichesPrivileg
Die Sanseverino gehörten zu den Sieben Großen Häusern des Königreichs Neapel, neben den Acquaviva, Celano, Evoli, Marzano, Molise und Ruffo (die Häuser Evoli, Marzano und Molise sind heute erloschen). Zu den Unterstützern der Sieben gehörten die Häuser d’Aquino, del Balzo und Piccolomini.
Die Sanseverino hatten im Königreich Neapel einen halb–souveränen Status, der immer wieder von den Herrschern bestätigt wurde. König Karl IV. bestimmte zudem im Jahr 1520, dass beim Fehlen männlicher Erben die Lehen der Familie nicht durch weibliche Nachfolge verloren gehen dürften, sondern dem nächsten männlichen Verwandten zufallen sollten:
„In quantumcunque remotus etiam decimo et ulteriori gradu ex quacumque linea trasversali, adscendenti seu descendenti … Et inter ipsos de cognomine de Sancto Severino progenitura et gradus servatur …“
Als im Jahr 1606 der Fürst von Bisignano, Nicolò Bernardino Sanseverino, ohne Erben starb (der einzige Sohn war vor seinem Vater verschieden), wurde der Besitz seiner Nichte Giulia Orsini gegeben, der Tochter von Antonio Orsini, Herzog von Gravina, und Felicia Sanseverino, wenn auch nicht ohne ein Verfahren vor dem königlichen Gerichtshof. Nach dem Tod Giulias (1609), wurde das Privilegio wiederhergestellt und Luigi Sanseverino, Graf von Saponara (heute Grumento Nova) und Vetter sechsten Grades als Erbe anerkannt, nicht jedoch für die Grafschaft Tricarico, die nach dem Willen des Souveräns versteigert wurde und so als Haupteinnahmequelle der Familie wegfiel.

## Zweige der Sanseverino

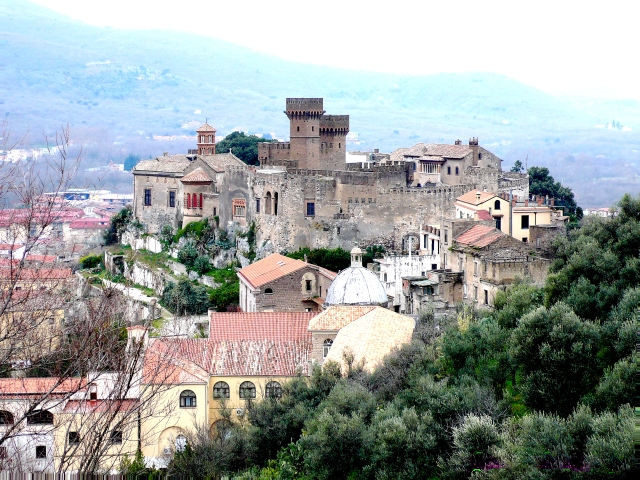
Das Castello Lancellotti in Lauro

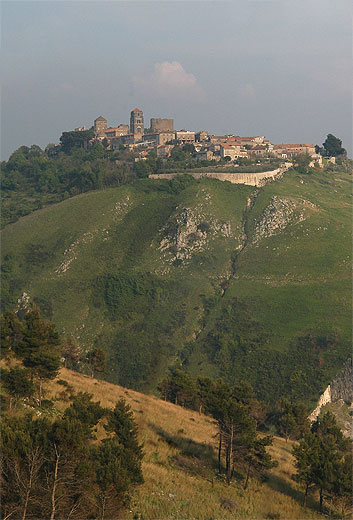
Casertavecchia (Alt-Caserta), Kampanien

### Die Grafen von Caserta
1. Turgisio di Rota († 1081), Normanne[5], erstmals 1045 erwähnt, 1061 Graf von Rota
  1. Roberto di Sanseverino; ⚭ Gaitelgrima[6]
  2. Ruggero di Sanseverino, November 1081/Juni 1121 bezeugt[7], † vor August 1135[8], Herr der Burg Lauro (Provinz Avellino); ⚭ Sica, Tochter von Landolfo di Salerno, dessen Schwester Sigelgaita († 1090) mit Herzog Robert Guiskard († 1085) verheiratet war[9]
    1. Roberto, April 1105/Januar 1110 bezeugt[10], Herr der Burg Lauro und von Saracena; ⚭ NN († vor 1178), die in zweiter Ehe Roberto Capomazza aus Salerno heiratete, der bis um 1140 das Erbe Robertos verwaltete[11]
      1. Roberto di Lauro (* um 1120, † 31. August 1183), 1150 als Herr der Burg Lauro bezeugt, 1159 als Graf von Caserta, ab 1171 als magnus comestabulus und magister iustitiaris Apulie et Terre Laboris[12]; ⚭ I Agnes († 1178); ⚭ II NN, Schwester von Graf Berardo von Loreto, die 1193 in zweiter Ehe den kaiserlichen Legaten Bertold von Kuningsberg heiratete[13].
      2. Ruggero, † wohl nach 1168[14], 1159 als Graf von Tricarico bezeugt[15]
        1.  ? Giacopo/Giacomo di Sanseverino, Graf von Tricarico, 1204 bezeugt[16]; ⚭ (I) 6. November 1188 Mabilia di Ceccano, Tochter von Landulfo, Graf von Ceccano[17]; ⚭ (II) nach Juni 1205 Elvira (Albinia), Tochter von Tankred von Lecce, König von Sizilien (Haus Hauteville, Witwe von Walter III. von Brienne, Fürst von Tarent († 14. Juni 1205)[18] (die Identität von Giacopo, der 1188 heiratete, mit dem Giacomo, der 1204 bezeugt ist, ist nicht gesichert)
          1. Simon di Sanseverino[19], wohl 1223 im Aufstand gegen Kaiser Friedrich II.[20]
          2. Adalita di Sanseverino[21]

      3. Riccardo, September 1178 bezeugt, † 1182[22]
      4. Guglielmo di Lauro, September 1178 bezeugt, 1183 Graf von Caserta und Herr von Lauro, † wohl Ende 1199[23].
        1. Guglielmo (II.), Graf von Caserta, nimmt 1199 Diepold von Schweinspeunt gefangen; ⚭ NN, Tochter von Diepold von Schweinspeunt, Herzog von Spoleto[24][25]
        2. Roberto (II.), 1185 bezeugt, 1202/12 Graf von Caserta[26]
          1. Tommaso, 1216 bezeugt, Graf von Caserta, 1223 im Aufstand gegen Kaiser Friedrich II., abgesetzt und 1224 exiliert[27]; ⚭ Siffridina Gentile, 1268 bezeugt[28]
          2. Riccardo (I.), Graf von Caserta, 1243/44 Generalvikar der Mark Ancona, 1248 Vikar des Königreichs Sizilien; ⚭ 1245/46 Violanta, Tochter von Kaiser Friedrich II. (Stammliste der Staufer) und Bianca Lancia[29][30]
            1. Riccardo (II.), Graf von Caserta und Tricarico, verliert Caserta mit dem Fall der Staufer[31]
            2. Corrado (* kurz vor 1250, † nach 13. Dezember 1306, wohl 1307) Ende 1266/Anfang 1267 Graf von Caserta, dann 36 Jahre Gefangener Karls von Anjou und seiner Nachfolger, 1303/04 befreit; ⚭ Catherine de Gebennes – keine Nachkommen[32]

    2. Turgisio, April 1105 bezeugt[33]
    3. Ruggero, April 1105 bezeugt[34]
    4. Enrico, Juni 1121 bezeugt, August 1135 Herr der Burg Sanseverino[35] – Nachkommen siehe unten

  3. Turgisio, April 1105 bezeugt[36]
    1. Ruggero, April 1105 bezeugt[37]

  4. Delicta; ⚭ Herbert Caput Asinus, beide in einem auf 1104 datierten gefälschten Dokument[38]

### Die Barone von Cilento
Unter den Nachkommen Enricos sind:

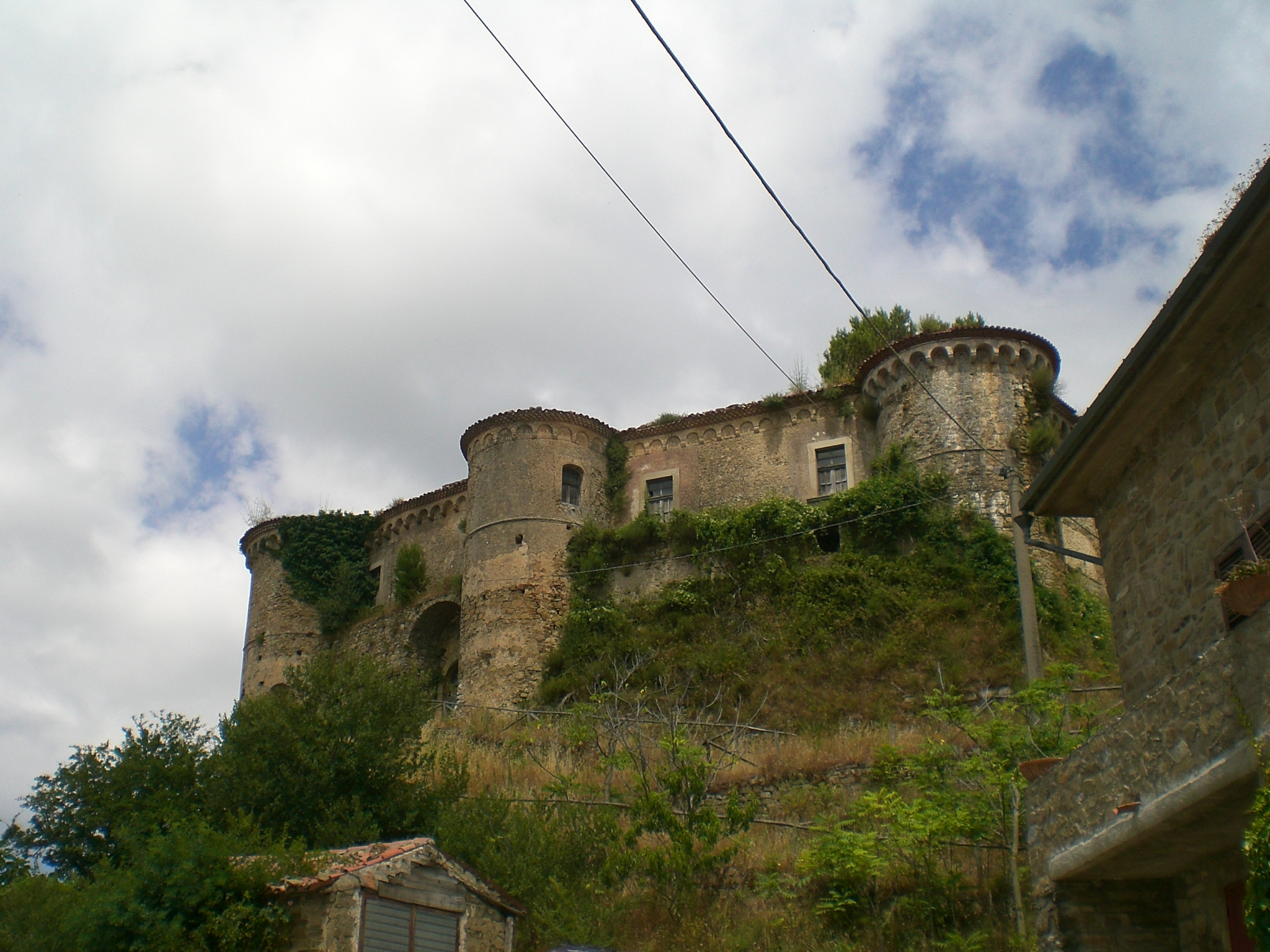
Das Castello Rocca Cilento

- Guglielmo Sanseverino (1144–1190), der Isabella Guarna heiratete, Tochter von Silvestro Guarna, Graf von Marsico und Minister des Königs Wilhelm I. von Sizilien.
- Giacopo Sanseverino, Sohn Guglielmos, nahm 1218 seinen Schwiegervater Diepold von Schweinspeunt im Auftrag Kaiser Friedrichs II. gefangen, 1223 im Aufstand gegen Friedrich II., dann enteignet und exiliert; ⚭ NN, Tochter von Diepold von Schweinspeunt, Herzog von Spoleto[39]
- Tommaso Sanseverino (um 1180–1246), Sohn Guglielmos, tauschte Sanseverino und Cilento gegen Marsico, 1. Graf von Marsico seit 1241, beteiligte sich an der Verschwörung gegen Friedrich II., fand Zuflucht in Capaccio, wurde gefangen genommen und hingerichtet.
- Ruggero Sanseverino (um 1235–1285), Sohn Tommasos, 2. Graf von Marsico, der in der Schlacht bei Benevent (1266) kämpfte und 1285 Generalkapitän des Königs Karl I. wurde. Er heiratete Teodora von Aquin aus der Familie der Herren von Roccasecca, die Schwester des heiligen Thomas von Aquin.
- Tommaso Sanseverino II (um 1255–1324), Graf von Tricarico durch seine (zweite) Ehe mit Sveva de Bethsan (d’Avezzano), 3. Graf von Marsico, Baron von Sanseverino, Herr von Centola, Polla und Cuccaro seit 1291, Herr von Atena seit 1295, Herr von Postiglione von 1295 bis 1298, Herr von Sanza ab 1294, Herr von San Severino di Camerota, Casal Boni Ripari, Pantoliano, Castelluccio, Cosentino, Corbella, Monteforte (di Vallo), Serre und Padula seit 1301, Herr von Policastro ab 1305; wurde in der ganzen Baronie von Cilento, Diano, Lauria, Sant'Angelo a Fasanella und Magliano Vetere bestätigt, die er unter seine Kinder aufteilte. Im Jahre 1271 heiratete er (in erster Ehe) Margarete von Vaudémont, Tochter von Heinrich I. von Vaudémont, Graf von Ariano (Haus Châtenois)
- Enrico Sanseverino (um 1275–1314), Sohn Tommasos, war Gran Connestabile des Königreichs Neapel im Jahre 1313. Er heiratet Ilaria, Tochter des Admirals Ruggero di Lauria, Herrin von Maratea, Ravello, Nicotera, Scalea, Mileto, Laino und Lagonegro.
- Enricos Söhne Tommaso Sanseverino III. (1310–1358) und Ruggero Sanseverino II. (1312–1376) teilten den Besitz der Eltern; der ältere erhielt den Titel eines (4.) Grafen von Marsico, Baron von Sanseverino und Cilento und Laurio, der jüngere den Titel eines (1.) Grafen von Mileto und Terranova. Aus dem Zweig von Mileto wurde Nicolò, 1. Baron von Marcellinara, am 3. Februar 1445 geboren, von ihm leitet sich die einzige heute noch existierende Linie der Familie ab.
- Antonio Sanseverino (um 1330–1384), Sohn Tommasos, 5. Graf von Marsico
- Tommaso Sanseverino IV. (um 1360–1387), Sohn Antonios, 6. Graf von Marsico
- Ludovico Sanseverino (um 1380–1400), Sohn Tommasos, 7. Graf von Marsico
- Tommaso Sanserverino V., Sohn Ludovicos, 8. Graf von Marsico
- Giovanni Sanseverino (um 1399–1445), Sohn Ludovicos, 9. Graf von Marsico
- Ludovico Sanseverino II., Sohn Giovannis, 10. Graf von Marsico, starb kurz nach dem Vater
- Roberto Sanseverino (um 1430–1474), Sohn Giovannis, 11. Graf von Marsico, 1463 1. Fürst von Salerno

### Die Fürsten von Salerno

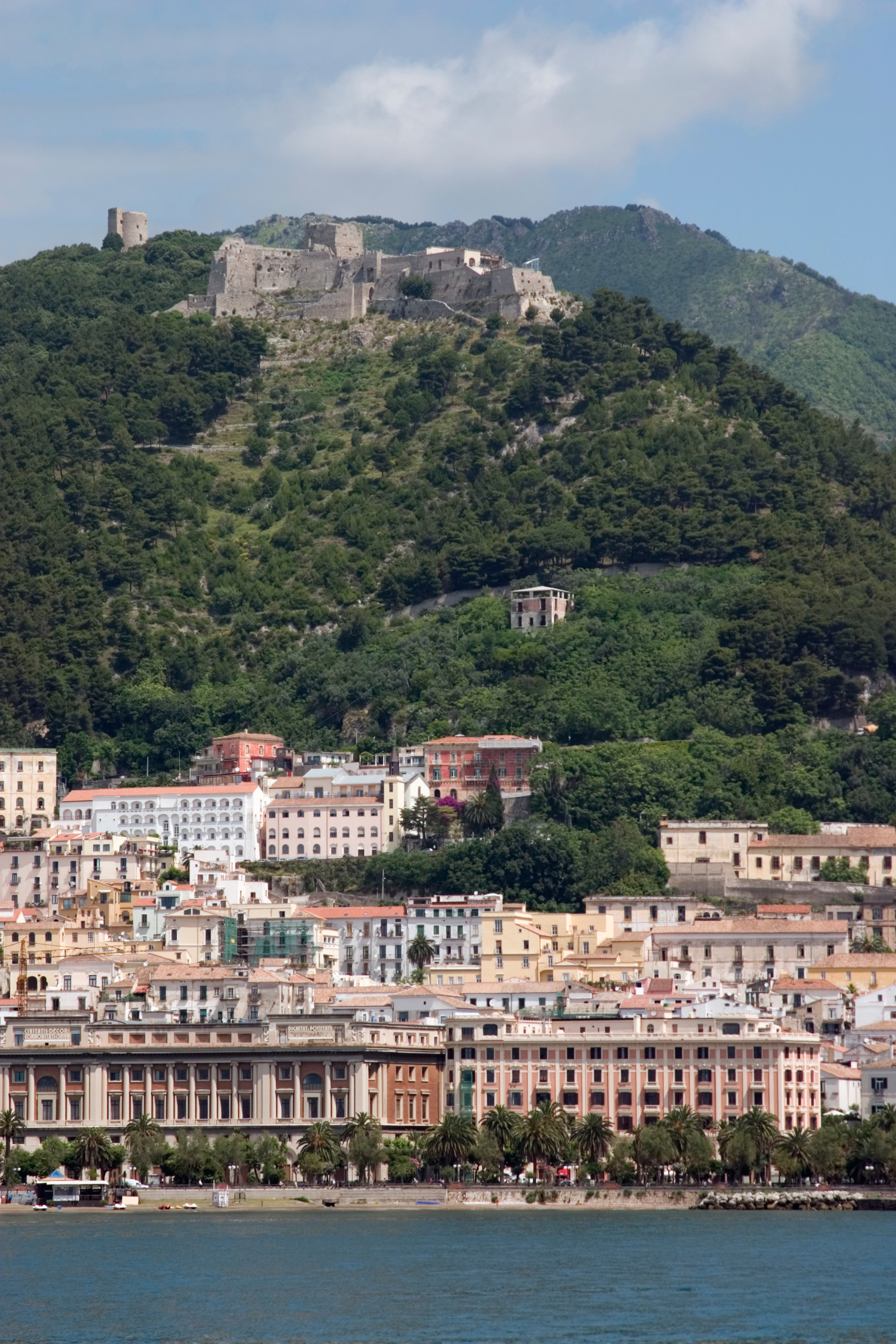
Die Burg Arechi über Salerno, 1463–1553 Residenz der Sanseverino

- Roberto Sanseverino (um 1430–1474), Sohn von Giovanni Sanserverino aus der Linie der Grafen von Marsico, erhielt 1463 den Titel eines Fürsten von Salerno. Er heiratete Raimondella del Balzo Orsini. Er kommandierte die Flotte in der Schlacht von Ischia Aragonese (1465): Die Rückkehr der Flotte ist auf der berühmten Tavola Strozzi, erstes Bild aus der Vogelperspektive der Stadt Neapel dargestellt: alle Galeeren haben am Bug die Farben Sanseverinos (rotes Band Rot auf einem silbernen Hintergrund) gehisst, achtern das Wappen Aragaons. Roberto ließ im Jahr 1470 in Neapel von Novello da San Lucano (um 1435–1516) den berühmten Palast mit dem diamantförmigen Bossenwerk bauen, das erste in Italien, und damit älter als das in Ferrara.
- Antonello Sanseverino (1458–1499), Sohn Robertos, 2. Fürst von Salerno, 12. Graf von Marsico, Großadmiral des Königreichs Neapel (1477), Anführer bei der Verschwörung der Barone (1485). Er heiratete Costanza di Montefeltro, Tochter von Federico da Montefeltro, Herzog von Urbino.
- Roberto Sanseverino II. (1485–1509), Sohn Antonellos, 3. Fürst von Salerno, 13. Graf von Marsico. Er heiratete Maria d’Aragona, Tochter von Alfonso, Halbbruder von König Ferdinand II. und 2. Herzog von Villahermosa (Haus Trastámara)
- Ferdinando oder Ferrante Sanseverino (1507–1572), Sohn Robertos, 4. Fürst von Salerno, 14. Graf von Marsico, war der letzte aus dem Zweig der Fürsten von Salerno. Als Nachfolger seines Großvaters mütterlicherseits war er zudem der 3. Herzog von Villahermosa. Er widersetzte sich der Einführung der spanischen Inquisition im Konflikt mit Karl IV., der im Jahre 1553 dem Fürstentum ein Ende setzte. Er starb im Exil in Frankreich. Die Vermögenswerte der Sanseverino von Salerno wurden konfisziert, aufgeteilt und dann verschenkt oder an mehrere Herren verkauft; die Entscheidung Karls markiert den Beginn einer langen Periode des Niedergangs der Stadt Salerno.

### Die Grafen von Tricarico, Herzöge von San Marco und ersten Fürsten von Bisignano

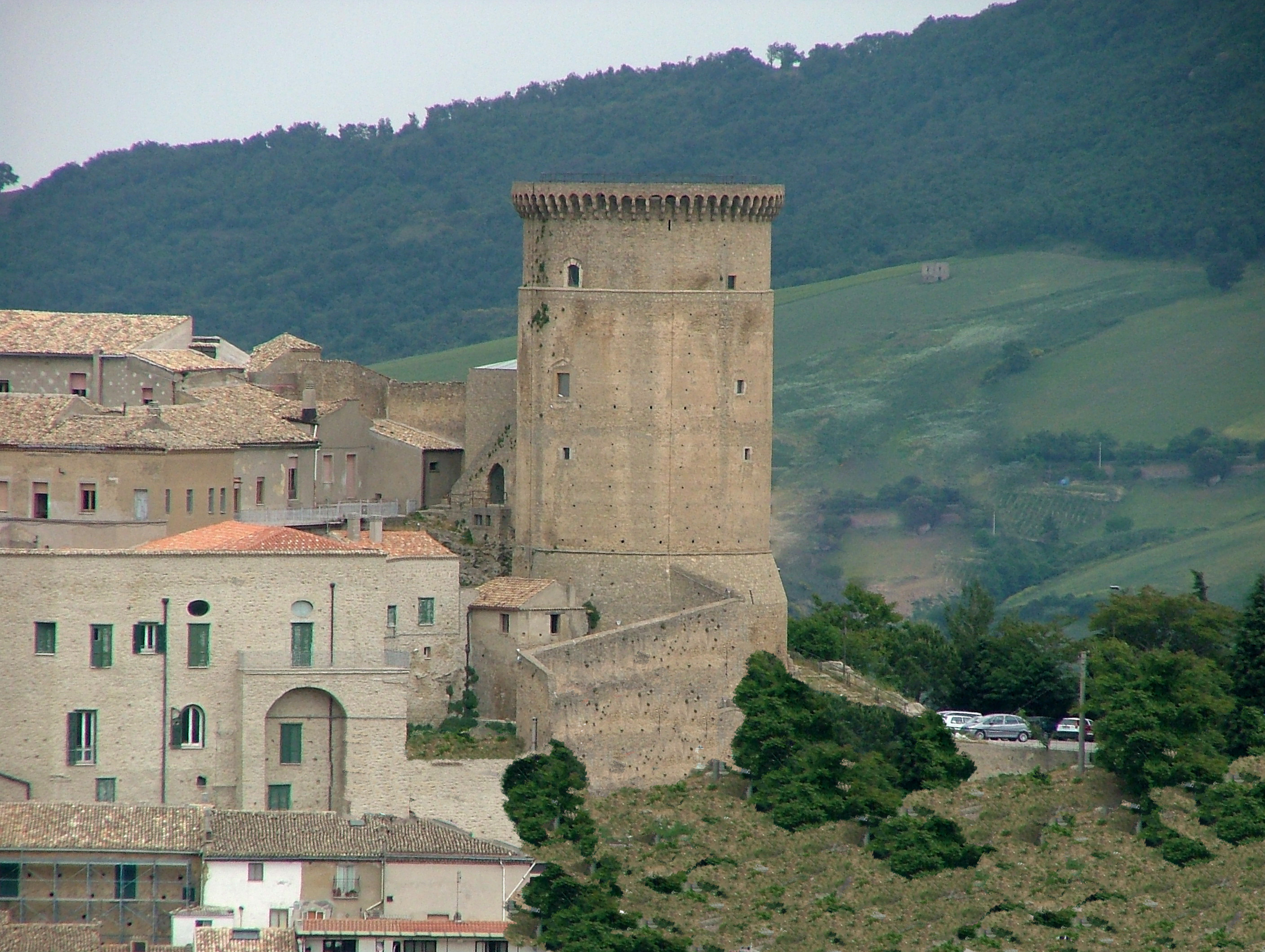
Der Normannenturm in Tricarico

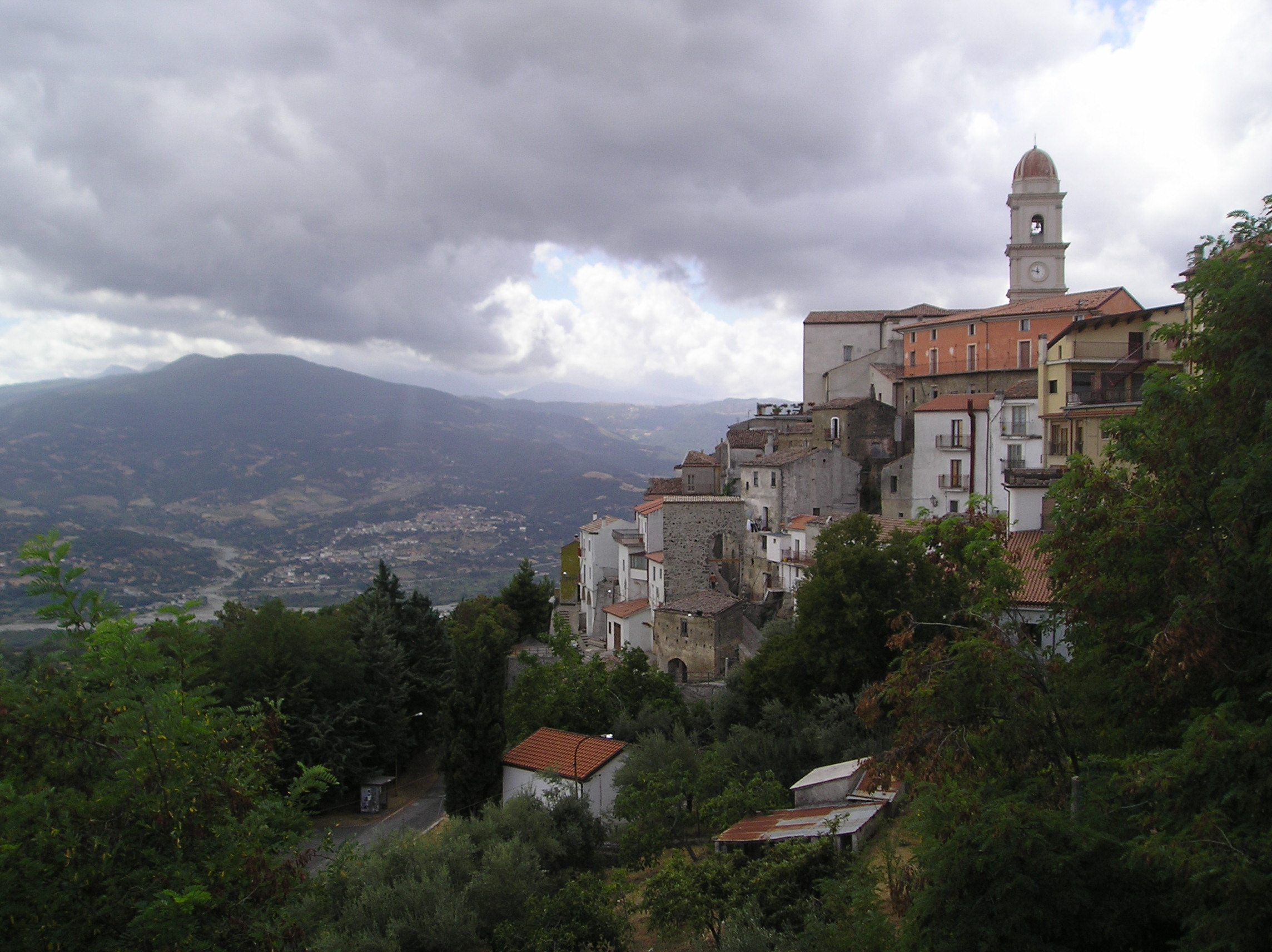
Chiaromonte

- Das erste Mal kam Tricarico durch Ruggero († 1189?) in die Familie, Sohn Roberto di Lauros (siehe oben), der das Lehen Tricarico durch die Heirat mit Rogazia (oder Rogasia), Tochter von Gosfrido erwarb[40].
- Ihm folgte sein Sohn Giacomo, der am 8. September 1188 Mabilia aus der Familie Annibaldi heiratete, einer adeligen Familie aus Ceccano. Die Herrschaft der Familie in Tricarico wurde unterbrochen, als Friedrich II. die Grafschaft seiner Frau Bianca Lancia gab, deren beider Sohn Manfred folgte. Die Grafschaft kam dann an die Bethsan (Bezzano, Bazzano oder Avezzano).
- Tommaso Sanseverino II. heiratete in zweiter Ehe Sveva de Bethsan (d’Avezzano), Gräfin von Tricarico (siehe oben)[41], so dass die Familie Sanseverino wieder in den Besitz des Lehens kam. Die Nummerierung der Grafen aus der Familie beginnen aus diesem Wiedererwerb. Sein Sohn Giacomo († 1348) ist daher der 1. Graf von Tricarico; aufgrund seiner Ehe mit Margherita de Chiaromonte, der Schwester und Erbin des Grafen Ugone, trug er auch den Titel eines Grafen von Chiaromonte.
- Ihm folgte sein Sohn Ruggero († 1362?), 2. Graf von Tricarico und Chiaromonte, dann dessen Sohn Venzeslao († 1404) als 3. Graf[42]. 1412 wurde das Lehen für eine kurze Zeit der Familie Sanseverino weggenommen, an Francesco Sforza gegeben, dem späteren Herzog von Mailand, und kam mit Ruggero II. († 9. Mai 1430), Sohn von Venceslao, an die Sanserverino zurück. Zu den bisherigen Titeln kam der eines 1. Herzogs von San Marco hinzu[43]. 1394 heiratete er Covella Ruffo di Calabria[44].
- Ihm folgten sein Sohn Antonio, 2. Herzog von San Marco, 5 Graf von Tricarico und Chiaromonte, 1. Graf von Altomonte, der Giovannella (oder Cella) Orsini del Balzo heiratete[45], und

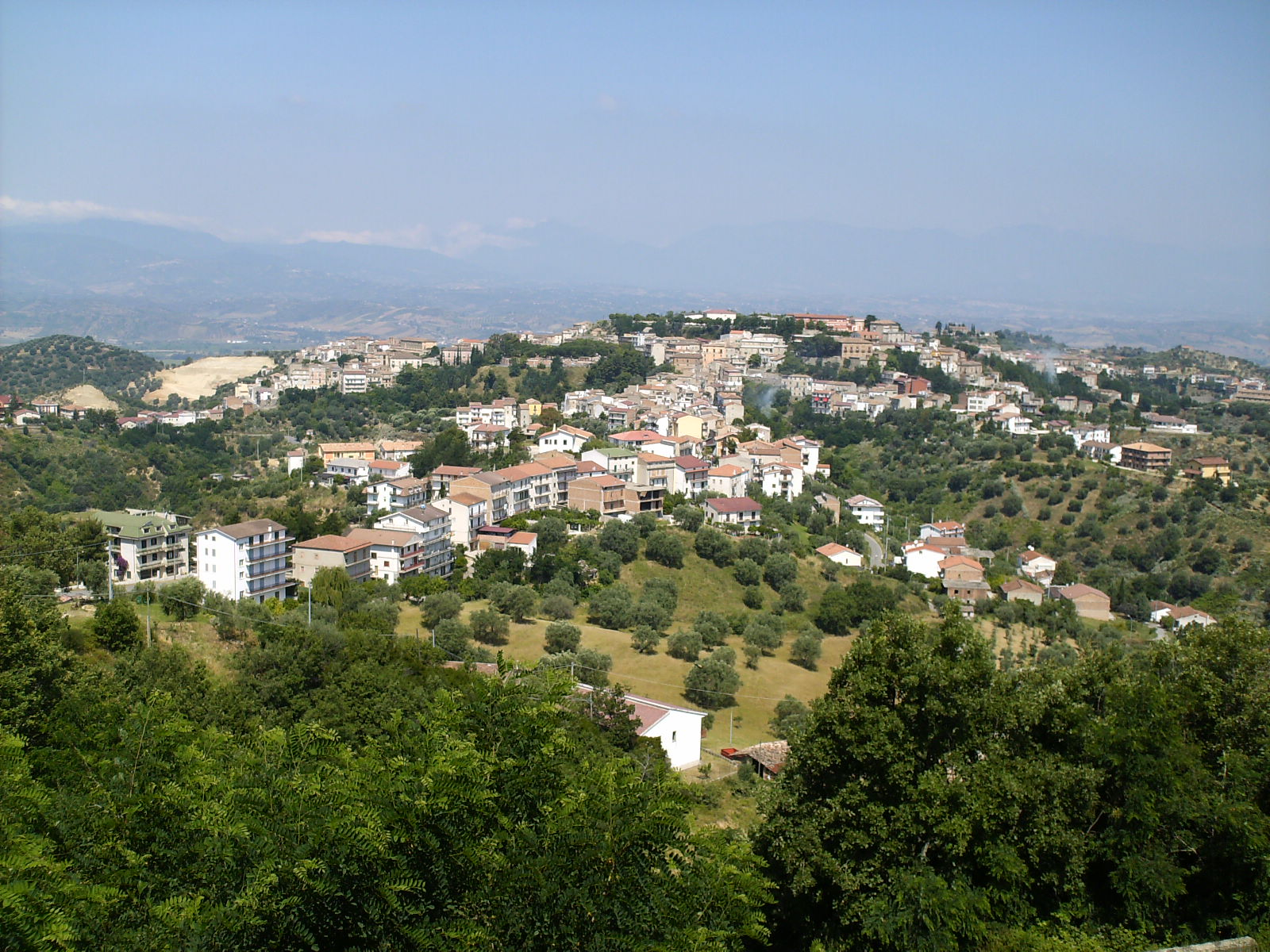
Bisignano

- BisignanoLuca, 3. Herzog von San Marco, 6. Graf von Tricarico und Chiaromonte, 2. Graf von Altomonte († 1472), der am 26. März 1462 vom König von Nepal für 20.000 Dukaten Lehen und Titel des 1. Fürsten von Bisignano erwarb; dessen Ehefrau war Orsolina Ruffo[46].
- Mit dem Tod von Luca kam der Besitz an seinen Sohn Geronimo (oder Girolamo) (* 1448, † 1487), 2. Fürst von Bisignano, 4. Herzog von San Marco, 6. Graf von Tricarico und Chiaromonte, 3. Graf von Altomonte, der mit Mandella Gaetani dell Aquila d’Aragona verheiratet war und auf Veranlassung des Königs Ferdinand I. von Aragón wegen der führenden Beteiligung an der Verschwörung der Barone hingerichtet wurde. Seine Söhne gingen ins Exil. Auf Geronimo geht Bau des Klosters des Hl. Antonius von Padua in Tricarico zurück, zu dem er am 27. September 1479 von Papst Sixtus IV. die Erlaubnis zum Bau außerhalb der Stadtmauern erhielt.[47] Geronimo förderte die Ansiedlung von Albanern auf seinen Ländereien, indem er ihnen die Möglichkeit bot, neue Siedlungen zu errichten.
- Das Lehen geht dann an seinen Sohn Berardino (oder Bernardino) († 1516?[48]), 3. Fürst von Bisignano, 5. Herzog von San Marco, 8. Graf von Tricarico und Chiaromonte, 4. Graf von Altomonte, über[49]. Seine Ehefrau war Eleonora (oder Dianora) Todeschini Piccolomini[50]. Er lebte zunächst im Exil in Frankreich, wo er Franz von Paola kennenlernte; Berardino kehrte im Gefolge Karls VIII. nach Italien zurück, der ihm am 1. Mai 1495 seine Titel zurückgab, was am 26. August 1496 und am 30. Oktober 1496 sowie noch einmal am 27. April 1506 in Valladolid förmlich bestätigt wurde.
- Ihm folgte sein Sohn Pietro Antonio[51] als 4. Fürst von Bisignano, 6. Herzog von San Marco, 9. Graf von Tricarico und Chiaromonte etc. († 8. April 1559 in Paris). Er heiratete im Jahr 1511 Giovana Requenses[52], später Giulia Orsini[53] und schließlich in dritter Ehe im Jahre 1539 Erina (oder Irina) Castriota Skanderbeg[54]. Pietro Antonio Sanseverino wurde 1519 in den Orden vom Goldenen Vlies aufgenommen.
- Der 10. und letzte Graf von Tricarico aus dem Haus Sanseverino war Niccolò Berardino (* 1541 Morano Calabro)[55], 4. Fürst von Bisignano, 7. Herzog von San Marco etc., der Sohn von Pietro Antonio und Erina Castriota Skanderbeg, Enkelin von Gjergj Kastrioti; er heiratete Isabella della Rovere (* Urbino 1554 † Neapel 1619)[56], mit der er einen Sohn hatte, Francesco Teodoro, 11. Graf von Chiaromonte, der 1595 in Neapel an den Pocken starb. Niccolò Berardino starb im Jahr 1606 ohne gesetzlichen Erben[57], weniger als ein Jahr nach der Versteigerung der Grafschaft Tricarico[58]. Er ist bekannt dafür, dass er in Neapel den „Orti Botanici Sanseverini“ (Botanischen Garten der Sanserverini) im Garten der Villa Bisignano im Stadtteil Barra einrichtete.

### Die Grafen von Colorno

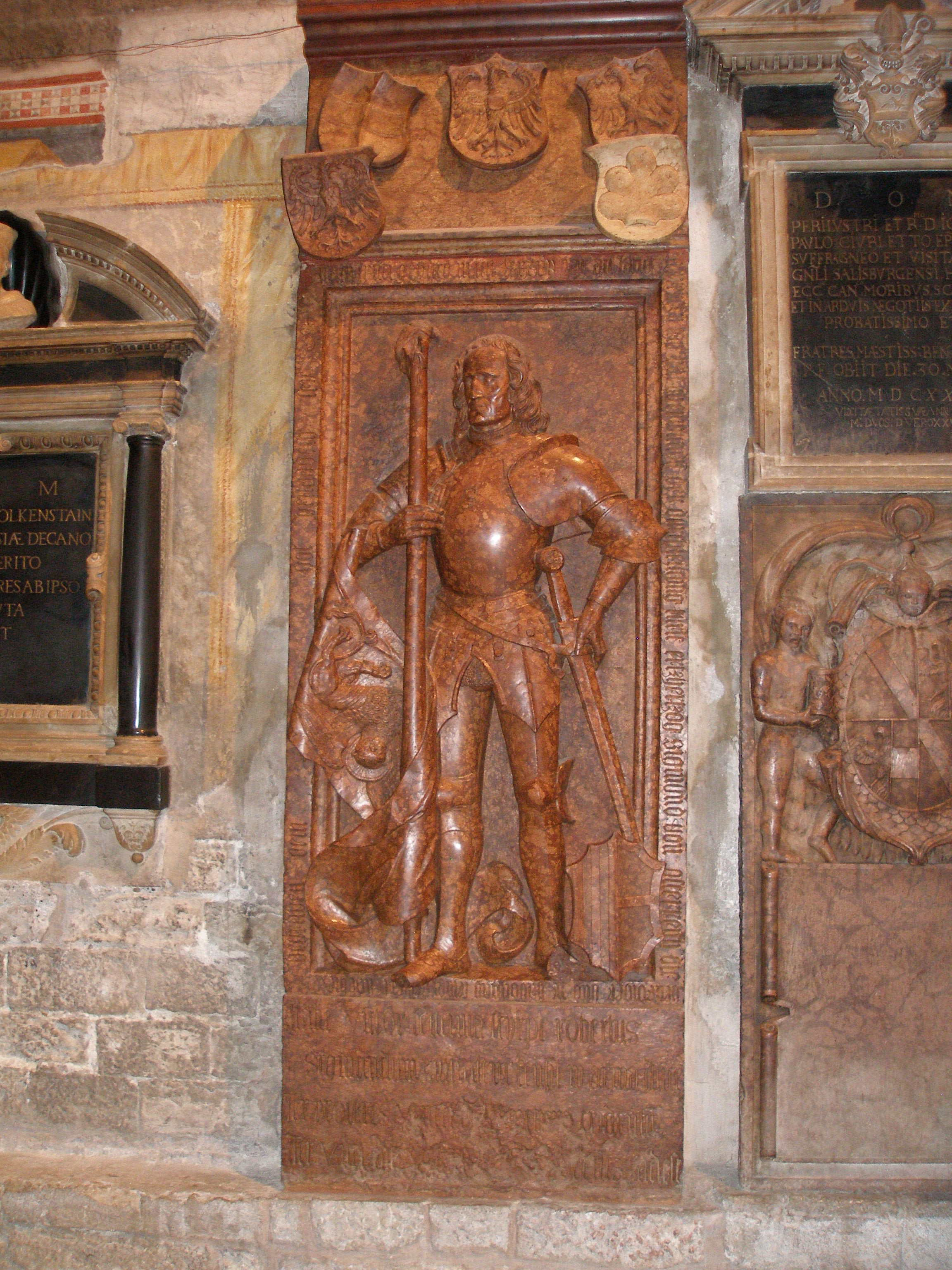
Grabstein von Roberto de Sanseverino († 1487) im Dom zu Trient

- Roberto Sanseverino d’Aragona (1418–1487), Sohn von Leonetto und Elisa Sforza, der Schwester von Herzog Francesco Sforza von Mailand, war Graf von Caiazzo und Graf von Colorno vom 15. April 1458 bis zum 23. März 1477 und trat dann zugunsten seines Sohnes Gianfrancesco zurück. Er war General in den Diensten der Sforza, Genuas, des Papstes und Venedigs und nahm mit Erlaubnis des Königs von Neapel den Namen d’Aragona an. Er starb in einem Hinterhalt bei der Schlacht von Calliano.
- Gianfrancesco Sanseverino d’Aragona (um 1460–1502) stand als General im Dienst des Herzogs von Mailand und des Königs von Frankreich. Er heiratete Barbara Gonzaga Sabbioneta.
- Roberto Ambrogio Sanseverino d’Aragona, Capitano reggente der Kavallerie in Italien für den französischen König Franz I., war 3. Graf Colorno von 1502 bis 1532, dem Jahr, in dem er in Busseto starb. Seine Ehefrau Ippolita Cybo war Regentin für die Kinder von 1532 bis 1544.
- Lavinia Sanseverino d’Aragona, Gräfin von Colorno von 1544 bis 1565.
- Gianfrancesco Sanseverino, Graf von Colorno von 1565 bis 1570, er heiratete Lavinia, seine Kusine.
- Gian Galeazzo Sanseverino d’Aragona, der jüngere Bruder Lavinias, Graf von Colorno von 1570 bis 1577
- Eleonora Sanseverino d’Aragona, Tochter von Gian Galeazzo, verzichtete zugunsten von
- Barbara Sanseverino, Tochter von Gianfrancesco, verheiratet mit Gilberto Sanvitale und dann dem Grafen Orazio Simonetta, die in Parma am 19. Mai 1612 wegen Verschwörung gegen Ranuccio I. Farnese hingerichtet wurde. Colorno fiel an die Farnese. Anfang des 18. Jahrhunderts errichtete Francesco Farnese (1678–1727) anstelle der Sanseverino’schen Burg in Colorno den heutigen barocken Herzogspalast.

### Herzöge von San Donato
1374, als Folge der Heirat von Margherita di Sangineto mit Venceslao Sanseverino, 3. Graf von Tricarico und Chiaromonte, kam das Lehen San Donato in Calabria an die Sanseverino von Tricarico. Um 1510 gab Berardino Sanseverino, 3. Fürst von Bisignano, das Land von San Donato und Policastrello als fürstlichen Lehen einem jüngeren Mitglied der Familie, Francesco Sanseverino Baron von Calvera in der Basilikata als Gründer des Zweigs der Sanseverino San Donato. Am 29. September 1602 erhob Philipp III. von Spanien die Baronie zum Herzogtum für Don Scipione „junior“ Sanseverino aus der Linie der Freiherren von Calvera und machte ihn damit zum 1. Herzog von San Donato.
- Don Scipione „junior“ Sanseverino (1588–1640) war der 3. Baron von San Donato, wurde am 30. November 1598 zum Marchese und am 29. September 1602 (unter Einschluss des Privilegio) durch Philipp III. zum 1. Herzog von San Donato ernannt. Er war auch der 4. Baron Policastrello. Im Jahre 1605 erwarb seine Mutter, Donna Lucrezia Carafa, für ihn das Lehen Poggiano oder Rogliano oder Roggiano und den Hof Larderia (heute Ortsteil von Messina) des Fürsten von Bisignano. Im nächsten Jahr fiel auch das Lehen von Altomonte unter seine Herrschaft, das später an das Haus Annunziata in Neapel ging. Der Kauf des Lehens Roggiano enthielt auch zum Teil den Erwerb der Residenz von San Donato in Reggiano, in der die herzogliche Familie den größten Teil des Jahres verbrachte.
- Don Francesco Sanseverino (* 1. November 1611, † 8. Oktober 1648) wurde von seinen Vasallen von San Donato zusammen mit zwei seiner Töchter während der Unruhen getötet, die die Revolte des Masaniello in Neapel folgten:

„Es ist eine Zeit der ernsthaften Unzufriedenheit mit der Sandonatese, die zusammen mit und als Folge von Ereignissen, die in der Hauptstadt des Königreichs im Jahr 1647 passiert sind, gegen ihren Herrn wütete, die sich von jeden Respekt und Gehorsam entfernten, ‚in seinen Getreide speichern Feuer legten, alle Herden der verschiedenen Tieren schlachteten, die Herzogin gefangen nahmen, mit dem Tod von zwei ihrer Töchter und dem Gutsverwalter und vielen anderen Exzessen von Grausamkeit‘, wie in einer Depesche des venezianischen Residenten in Neapel vom 6. August 1647 berichtet wird.“
Er war der 2. Herzog von San Donato seit dem 11. Dezember 1640, 5. Baron Policastrello und 1. Baron Roggiano und Patrizio Napoletano.
Diese Linie sollte den Besitz bis 1654 verwalten, dem Jahr, in dem die einzige überlebende Tochter, die letzte Herzogin von San Donato, die neunjährige Anna starb und das Lehen vom König beschlagnahmt wurde. Die Lehen und der Titel eines Herzogs von San Donato wurde dann vom Souverän versteigert, 1664 von der Familie Ametrano aus Neapel erworben.

### Die weiteren Fürsten von Bisignano
Nach dem Tod Niccolò Berardinos, des 5. Fürsten von Bisignano brach ein Kampf um die Nachfolge und das Vermögen zwischen Giulia Orsini (der Tochter einer Schwester Nicolò Bernardinos) und Luigi Sanseverino di Saponara aus, der sich bis 1622 hinzog und mit der Investitur des letzteren endete, wobei in der Zwischenzeit viel vom Vermögen verloren gegangen war.
- Auch Luigi Sanseverino di Saponara starb ohne männlichen Erben, so dass der Titel an seinen Bruder Carlo ging, dann an dessen Sohn, Carlo Maria, der seinen Wohnsitz in Altomonte begründete; ihm folgten Giuseppe Sanseverino, der Vater der seligen Mariangela del Crocifisso. Luigi Sanseverino II., 11. Fürst von Bisignano ab 1727, wurde 1731 ebenfalls das Goldene Vlies verliehen. Sein zweiter Sohn Don Luigi Sanseverino III. wurde zum Granden von Spanien ernannt; er führte ein asketisches Leben und dankte 1783 ab.
- Die weiteren Fürsten sind: Tommaso Sanseverino (1759–1814), Bruder Luigis, Pietro Antonio Sanseverino (1790–1865) und dessen Sohn Luigi Sanseverino (1823–1888). Der Zweig der Fürsten von Bisignano starb in der männlichen Linie mit dem Tod von Luigi Sanseverino, 16. Fürst von Bisignano aus[62], der ausschließlich Töchter hatte. Die älteste Tochter Antonia Sanseverino (1843–1875), 24. Gräfin von Chiaromonte und mit dem Marchese Francesco Costa aus der Familie Costa di Arielli verheiratet, war die Mutter von Luigi Costa, der mit königlicher Zustimmung (17. Dezember 1895) und später königlichem Erlass (22. Oktober 1897) den Namen Costa Sanseverino annahm und folgte seinem Großvater in dessen Titeln. Er wurde damit zum 17. Fürsten von Bisignano und begründete die Linie der Costa Sanseverino Bisignano. Luigi Costas Sohn Edoardo (1909–1983) war der 18. Fürst, dessen Sohn Luigi Costa Sanseverino (* 1940) ist der 19. Fürst von Bisignano.

## Weitere Familienangehörige
- Guglielmo Sanseverino († 1378), Erzbischof von Salerno, Kardinal 1364
- Roberto Sanseverino (1418–1487), Condottiere
- Gaspare Sanseverino (1458–1519), genannt il Fracassa, Condottiere, Sohn von Roberto Sanseverino
- Federico Sanseverino (1475/77–1516), 1489 Kardinaldiakon (in pectore, 1492 öffentlich), Sohn von Roberto Sanseverino
- Antonio Sanseverino († 1543), u. a. Erzbischof von Cosenza und Tarent, Kardinal 1527, Sohn von Giovanni Antonio Sanseverino, Herr von San Chirico
- Lucio Sanseverino (1565–1623), u. a. Erzbischof von Rossano und Salerno, Kardinal 1621, Sohn von Giovanni Giacomo Sanseverino, 5. Graf von Saponara
- Aurora Sanseverino (1667–1726), Dichterin in Mäzenin, Tochter von Carlo Mario Sanseverino, 10. Fürst von Bisignano
- Stanislao Sanseverino (1764–1826), Kardinaldiakon 1816, Sohn von Pietro Antonio Sanseverino, 1. Fürst von San Giorgio
- Gaetano Sanseverino (1811–1865) Philosoph und Theologe

## Die Sanseverino heute
In der männlichen Linie der historischen Familie gibt es jetzt als einzigen Zweig den der Barone von Marcellinara.

### Die Sanseverino von Marcellinara
Das Lehen Marcellinara in Kalabrien wurde den Sanseverino am 3. Februar 1445 von Alfonso d’Aragona für die erfolgreiche Belagerung von Catanzaro gegeben, in der Person von Niccolò/Nicola Sanseverino († Oktober 1481), Sohn von Guglielmo, Herr von Fiumara di Muro, der wiederum der Sohn von Ruggero, Graf von Mileto, war (siehe oben). Es war der erste Baron von Marcellinara mit Privileg des Königs von Neapel vom 3. März 1445, Page von Alfons V. von Aragon und Ehemann von Covella Rhodio aus der Familie der Barone von Amato.
Die Linie Marcellinara wird im Libro d’Oro della Nobiltà Italiana mit dem Titel Baron von Marcellinara aufgeführt, in der Person von Patrizio Sanseverino (* Catanzaro 1879), einem Nachfahren von Carlo (* Marcellinara 1847, † ibid. 1917) Senator des Königreichs Italien.

## Ehrungen
Nach Pietro Antonio (Pietrantonio) Sanseverino Conte di Chiaromonte (1724–1772), besser bekannt als Principe di Bisignano, ist durch Vincenzo Petagna eine Pflanzengattung, der Bogenhanf benannt. Petagna nannte sie Sanseverinia, daraus wurde bei Thunberg Sansevieria.